# Morti nel 1675
| Questa pagina contiene informazioni ricavate automaticamente dalle voci biografiche con l'ausilio del template Bio e di un bot. L'aggiornamento è periodico e automatico e ricostruisce completamente la pagina. Se manca una persona in questa lista, sei pregato di non aggiungerla, ma accertati piuttosto che la sua voce biografica contenga il template Bio e che i dati anagrafici siano correttamente compilati. Se il template Bio manca, inseriscilo tu stesso o, in alternativa, metti l'avviso {{tmp\|Bio}} che ne segnala la mancanza. Se i dati riportati sono sbagliati, correggi direttamente la voce biografica; le modifiche saranno visibili in questa lista entro pochi giorni. Per chiarimenti vedi il progetto biografie. La lista contiene solo le 107 persone che sono citate nell'enciclopedia e per le quali è stato implementato correttamente il template Bio. Pagina aggiornata al 18 ago 2025. |

## Gennaio(8)
- 1º gennaio - Giovambattista Falvo, vescovo cattolico italiano (n. 1612)
- 9 gennaio - Francesco Maria Brancaccio, cardinale e vescovo cattolico italiano (n. 1592)
- 12 gennaio - Marco Giuseppe Peranda, musicista e compositore italiano (n. 1626)
- 18 gennaio - George Cusack, pirata irlandese
- 19 gennaio - Agatino Paternò Castello, nobile e politico italiano (n. 1594)
- 23 gennaio - Giambattista Spada, cardinale e patriarca cattolico italiano (n. 1597)
- 26 gennaio - Domenico II Contarini, doge (n. 1585)
- 30 gennaio - Luigi Poderico, militare italiano

## Febbraio(5)
- 9 febbraio - Ambrosius Brueghel, pittore fiammingo (n. 1617)
- 9 febbraio - Gerrit Dou, pittore olandese (n. 1613)
- 18 febbraio - Maria Eleonora di Brandeburgo, principessa tedesca (n. 1607)
- 23 febbraio - Gregorio Carafa, arcivescovo cattolico italiano (n. 1588)
- 26 febbraio - Emanuele Tesauro, drammaturgo, retore e storico italiano (n. 1592)

## Marzo(4)
- 6 marzo - Giuseppe Battista, poeta italiano (n. 1610)
- 11 marzo - Giovanni Ambrogio Bicuti, vescovo cattolico italiano (n. 1607)
- 16 marzo - Francesco Giuseppe di Guisa, nobile francese (n. 1670)
- 26 marzo - Ernesto I di Sassonia-Gotha-Altenburg, duca tedesco (n. 1601)

## Aprile(12)
- 2 aprile - Heinrich Wilhelm von Starhemberg, nobile, diplomatico e militare austriaco (n. 1593)
- 16 aprile - Robert Rich, V conte di Warwick, conte britannico (n. 1620)
- 17 aprile - Marie-Madeleine d'Aiguillon, nobildonna francese (n. 1604)
- 19 aprile - Johann Hartmann von Rosenbach, vescovo cattolico tedesco (n. 1609)
- 20 aprile - Giuseppe Branciforte, nobile e politico italiano (n. 1619)
- 20 aprile - Clemente Ascanio Sandri Trotti, vescovo cattolico italiano
- 22 aprile - Vincenzo Dandini, pittore italiano (n. 1609)
- 23 aprile - Ferdinando I Gonzaga, nobile italiano (n. 1614)
- 24 aprile - Andrea Concublet, nobile italiano (n. 1621)
- 24 aprile - Edward Howard, I barone Howard di Escrick, nobile e politico inglese
- 25 aprile - Claude Lefèbvre, pittore francese (n. 1637)
- 29 aprile - John Seymour, IV duca di Somerset, nobile inglese

## Maggio(9)
- 6 maggio - Girolamo Fantini, trombettista e compositore italiano (n. 1600)
- 6 maggio - Augusto Filippo di Schleswig-Holstein-Sonderburg-Beck, nobile danese (n. 1612)
- 12 maggio - Tommaso Orsolino, scultore italiano (n. 1587)
- 18 maggio - Stanisław Lubieniecki, teologo, astronomo e storico polacco (n. 1623)
- 18 maggio - Jacques Marquette, gesuita, missionario e esploratore francese (n. 1637)
- 19 maggio - Ippolito Marracci, presbitero e teologo italiano (n. 1604)
- 22 maggio - Francesco Ravizza, vescovo cattolico, diplomatico e archivista italiano (n. 1615)
- 25 maggio - Gaspard Dughet, pittore italiano (n. 1615)
- 28 maggio - Filadelfo Mugnos, storico, genealogista e poeta italiano (n. 1607)

## Giugno(6)
- 2 giugno - James Drummond, III conte di Perth, nobile scozzese (n. 1615)
- 3 giugno - Cesare Macchiati, medico italiano (n. 1629)
- 3 giugno - Lothar Friedrich von Metternich-Burscheid, arcivescovo cattolico tedesco (n. 1617)
- 8 giugno - John Jonston, medico, biologo e botanico polacco (n. 1603)
- 11 giugno - Dorotea Maria di Sassonia-Weimar, nobile tedesca (n. 1641)
- 12 giugno - Carlo Emanuele II di Savoia, nobile italiano (n. 1634)

## Luglio(4)
- 10 luglio - Bertholet Flemalle, pittore belga (n. 1614)
- 25 luglio - Nicolas Saboly, poeta e musicista francese (n. 1614)
- 27 luglio - Henri de La Tour d'Auvergne, visconte di Turenne, generale francese (n. 1611)
- 28 luglio - Bulstrode Whitelocke, politico inglese (n. 1605)

## Agosto(4)
- 5 agosto - Brynjólfur Sveinsson, vescovo luterano islandese (n. 1605)
- 15 agosto - Matteo IV di Alessandria, vescovo cristiano orientale egiziano
- 15 agosto - Pietro Ricchi, pittore italiano (n. 1606)
- 27 agosto - Persio Caracci, vescovo cattolico e poeta italiano (n. 1594)

## Settembre(5)
- 8 settembre - Amalia di Solms-Braunfels, nobile tedesca (n. 1602)
- 8 settembre - Federico di Nassau-Weilburg, nobile tedesco (n. 1640)
- 11 settembre - Girolamo Graziani, poeta, letterato e nobile italiano (n. 1604)
- 18 settembre - Carlo IV di Lorena, nobile (n. 1604)
- 23 settembre - Valentin Conrart, scrittore francese (n. 1603)

## Ottobre(5)
- 10 ottobre - Tommaso Tamburino, gesuita e filosofo italiano (n. 1591)
- 15 ottobre - Giovanni Ricciardi, teologo e religioso italiano (n. 1599)
- 16 ottobre - Adam Václav Michna z Otradovic, poeta e compositore ceco (n. 1600)
- 27 ottobre - Gilles Personne de Roberval, matematico e fisico francese (n. 1602)
- 29 ottobre - Andreas Hammerschmidt, compositore e organista tedesco (n. 1611)

## Novembre(13)
- 8 novembre - Allart van Everdingen, pittore olandese (n. 1621)
- 10 novembre - Leopoldo de' Medici, cardinale italiano (n. 1617)
- 11 novembre - Guru Tegh Bahadur, indiana (n. 1621)
- 11 novembre - Thomas Willis, medico e anatomista britannico (n. 1621)
- 12 novembre - Giacomo Delai il Giovane, architetto italiano
- 19 novembre - Epifanij Slavineckij, religioso e traduttore russo
- 21 novembre - Giorgio Guglielmo di Legnica, duca (n. 1660)
- 21 novembre - Cesare Maria Antonio Rasponi, cardinale italiano (n. 1615)
- 23 novembre - Gherardo Silvani, architetto e scultore italiano (n. 1579)
- 23 novembre - Francisco de Moura, politico, diplomatico e militare portoghese (n. 1621)
- 25 novembre - Giovanni Battista Caccioli, pittore italiano (n. 1623)
- 28 novembre - Basil Feilding, II conte di Denbigh, politico, ambasciatore e militare inglese (n. 1608)
- 30 novembre - Cæcilius Calvert, politico britannico (n. 1605)

## Dicembre(7)
- 1º dicembre - Feodosija Prokof'evna Morozova, monaca cristiana russa (n. 1632)
- 6 dicembre - John Lightfoot, teologo inglese (n. 1602)
- 15 dicembre - Jan Vermeer, pittore olandese (n. 1632)
- 16 dicembre - Armand-Nompar de Caumont, duca de la Force, generale francese (n. 1580)
- 23 dicembre - César de Choiseul, generale e diplomatico francese (n. 1598)
- 26 dicembre - Gabriel de Rochechouart de Mortemart, nobile francese (n. 1600)
- 31 dicembre - Abraham van Diepenbeeck, pittore e illustratore fiammingo (n. 1596)

## Senza giorno specificato(25)
- Tommaso Amantini, stuccatore e ceramista italiano (n. 1625)
- Jürgen Andersen, viaggiatore tedesco (n. 1600)
- Jean Ballesdens, avvocato e editore francese (n. 1595)
- Murad II Bey, sovrano tunisino
- Wojciech Bobowski, musicista, poeta e pittore polacco (n. 1610)
- Francesco Boschi, pittore e presbitero italiano (n. 1619)
- Vakhtang V di Cartalia, re (n. 1618)
- Pompeo Compagnoni, giurista e storico italiano (n. 1602)
- Ottavio Falconieri, letterato, storico e archeologo italiano (n. 1636)
- Bernard Frénicle de Bessy, matematico francese
- Jan Gembicki, vescovo cattolico polacco (n. 1602)
- Jan Pauwel Gillemans il Vecchio, pittore fiammingo (n. 1618)
- Pieter Goos, incisore, cartografo e editore olandese (n. 1616)
- Johann Gottfried Gregori, drammaturgo e religioso tedesco (n. 1631)
- James Gregory, matematico e astronomo scozzese (n. 1638)
- Michael Florent van Langren, astronomo, cartografo e ingegnere olandese (n. 1598)
- Conrad Lauwers, incisore fiammingo (n. 1622)
- Pierre Perrin, librettista francese (n. 1620)
- Micco Spadaro, pittore italiano
- Giovanni IV Ventimiglia, nobile, politico e militare italiano (n. 1625)
- Adriaen Verdoel, pittore fiammingo
- Hendrick van Vliet, pittore olandese (n. 1611)
- Lucas Vorsterman, incisore fiammingo (n. 1595)
- Juan Vélez de Guevara, drammaturgo spagnolo (n. 1611)
- Hannah Woolley, scrittrice britannica (n. 1622)